# Futbol Club Barcelona hockey sobre patines 2015-2016
Questa voce raccoglie le informazioni riguardanti la sezione di hockey su pista del Futbol Club Barcelona  nelle competizioni ufficiali della stagione 2015-2016.

## Maglie e sponsor
| 1ª divisa | 2ª divisa |

## Organico

### Giocatori
| N° | Naz.                 | Ruolo | Sportivo            |  |  |  |
| -- | -------------------- | ----- | ------------------- |  |  |  |
| 1  | Spagna (bandiera)    | P     | Aitor Egurrola      |  |  |  |
| 3  | Spagna (bandiera)    | E     | Marc Gual           |  |  |  |
| 4  | Argentina (bandiera) | E     | Matías Pascual      |  |  |  |
| 5  | Argentina (bandiera) | E     | Lucas Ordóñez       |  |  |  |
| 6  | Spagna (bandiera)    | E     | Xavier Costa Ferré  |  |  |  |
| 7  | Argentina (bandiera) | E     | Pablo Álvarez Vera  |  |  |  |
| 8  | Spagna (bandiera)    | E     | Pau Bargalló        |  |  |  |
| 9  | Spagna (bandiera)    | E     | Sergi Panadero      |  |  |  |
| 10 | Spagna (bandiera)    | P     | Sergi Fernández     |  |  |  |
| 16 | Spagna (bandiera)    | E     | Eduard Lamas Alsina |  |  |  |
| 26 | Spagna (bandiera)    | E     | Xavi Barroso        |  |  |  |

### Staff tecnico
- Allenatore:  Ricardo Muñoz